# ماريو أسيفيدو
ماريو أسيفيدو (من مواليد 6 يوليو 1955) هو روائي وفنان أمريكي معروف بمسلسله من روايات الخيال الحضري التي تضم المحقق الخاص مصاص الدماء فيليكس جوميز. يعيش ويعمل في دنفر، كولورادو. ولد أسيفيدو في إل باسو، تكساس. قبل أن يصبح كاتب منشورات، شغل عدة وظائف كطيار مروحية عسكرية، مظلي، ضابط مشاة، مهندس، مدرس فنون، مبرمج برامج، وعدة وظائف متنوعة أخرى. تم نشره أيضًا كجندي وفنان للجيش الأمريكي أثناء عملية عاصفة الصحراء.

## قائمة المراجع

### سلسلة فيليكس جوميز
- The Nymphos of Rocky Flats (2006)
- X-Rated Bloodsuckers (2007)
- The Undead Kama Sutra (2008)
- Jailbait Zombie (2009)
- Werewolf Smackdown (2010)
- Rescue From Planet Pleasure (2015)
- Steampunk Banditos: Sex Slaves of Shark Island

### أعمال أخرى
- Killing the Cobra (2010) (شارك في كتابته مع Alberto Dose)
- Good Money Gone (2013) (شارك في كتابته مع R.W. Kilborn)
- University of Doom (2016)
- Forgotten Letters (2016) (شارك في كتابته مع Kirk Raeber)
- "Flawless" (قصة قصيرة)، نشرت في A Fistful of Dinosaurs (2018)

## روابط خارجية
- موقع المؤلف
- صفحة هاربر كولينز